# Hammelkredsen
Hammelkredsen var en valgkreds (eller opstillingskreds) i Århus Amtskreds frem til og med 2006. Fra 2007 indgår området i Favrskovkredsen, der er en opstillingskreds i Østjyllands Storkreds.
Den 8. februar 2005 var der 45.501 stemmeberettigede vælgere i kredsen.
Kredsen rummer flg. kommuner og valgsteder::
1. Galten Kommune
  1. Galten-Høver
  2. Herskind-Skivholme
  3. Sjelle-Skjørring
  4. Skovby
  5. Stjær-Storring
2. Hadsten Kommune
  1. Hadbjerg
  2. Hadsten Nord
  3. Hadsten Syd
  4. Voldum
3. Hammel Kommune
  1. Hammel
  2. Haurum-Sall
  3. Lading
  4. Røgen-Sporup
  5. Skjød
  6. Søby
  7. Voldby
4. Hinnerup Kommune
  1. Foldby
  2. Grundfør
  3. Haldum-Hinnerup
  4. Rønbæk
  5. Søften
  6. Vitten
5. Rosenholm Kommune
  1. Hornslet
  2. Mørke
  3. Ådalen
6. Rønde Kommune
  1. Feldballe
  2. Rønde
  3. Thorsager
  4. Ugelbølle